# Ле-Грольж
Ле-Грольж (фр. Les Graulges) — коммуна во Франции, находится в регионе Аквитания. Департамент — Дордонь. Входит в состав кантона Брантом. Округ коммуны — Нонтрон.
Код INSEE коммуны — 24203.

## География

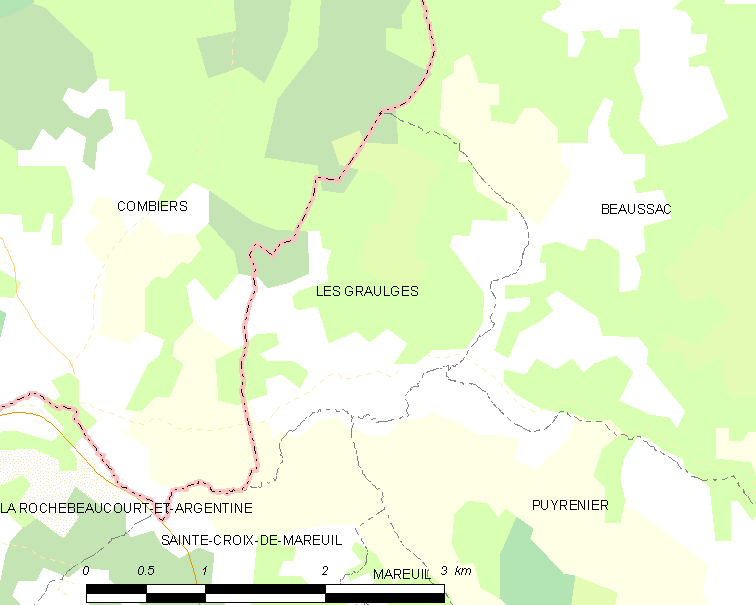
Карта коммуны

Коммуна расположена приблизительно в 400 км к югу от Парижа, в 110 км северо-восточнее Бордо, в 45 км к северо-западу от Перигё.
На юге коммуны протекает река Низон.

### Климат
Климат умеренный океанический со средним уровнем осадков, которые выпадают преимущественно зимой. Лето здесь долгое и тёплое, однако также довольно влажное, здесь не бывает регулярных периодов летней засухи. Средняя температура января — 5 °C, июля — 18 °C. Изредка вследствие стечения неблагоприятных погодных условий может наблюдаться непродолжительная засуха или случаются поздние заморозки. Климат меняется очень часто, как в течение сезона, так и год от года.

## Население
Население коммуны на 2010 год составляло 68 человек.
| 1962 | 1968 | 1975 | 1982 | 1990 | 1999 | 2010 |
| ---- | ---- | ---- | ---- | ---- | ---- | ---- |
| 100  | 96   | 93   | 84   | 66   | 61   | 68   |

## Администрация
| Период | Период | Фамилия         | Партия       | Примечания |
| ------ | ------ | --------------- | ------------ | ---------- |
| 1995   | 2008   | Макс Гине       |              |            |
| 2008   | 2020   | Жан-Мари Маршан | беспартийный | типограф   |

## Экономика
В 2010 году среди 36 человек трудоспособного возраста (15-64 лет) 24 были экономически активными, 12 — неактивными (показатель активности — 66,7 %, в 1999 году было 65,4 %). Из 24 активных жителей работали 22 человека (12 мужчин и 10 женщин), безработных было 2 (1 мужчина и 1 женщина). Среди 12 неактивных 0 человек были учениками или студентами, 8 — пенсионерами, 4 были неактивными по другим причинам.

## Достопримечательности
- Церковь XII века. Исторический памятник с 1936 года[5]

## Фотогалерея

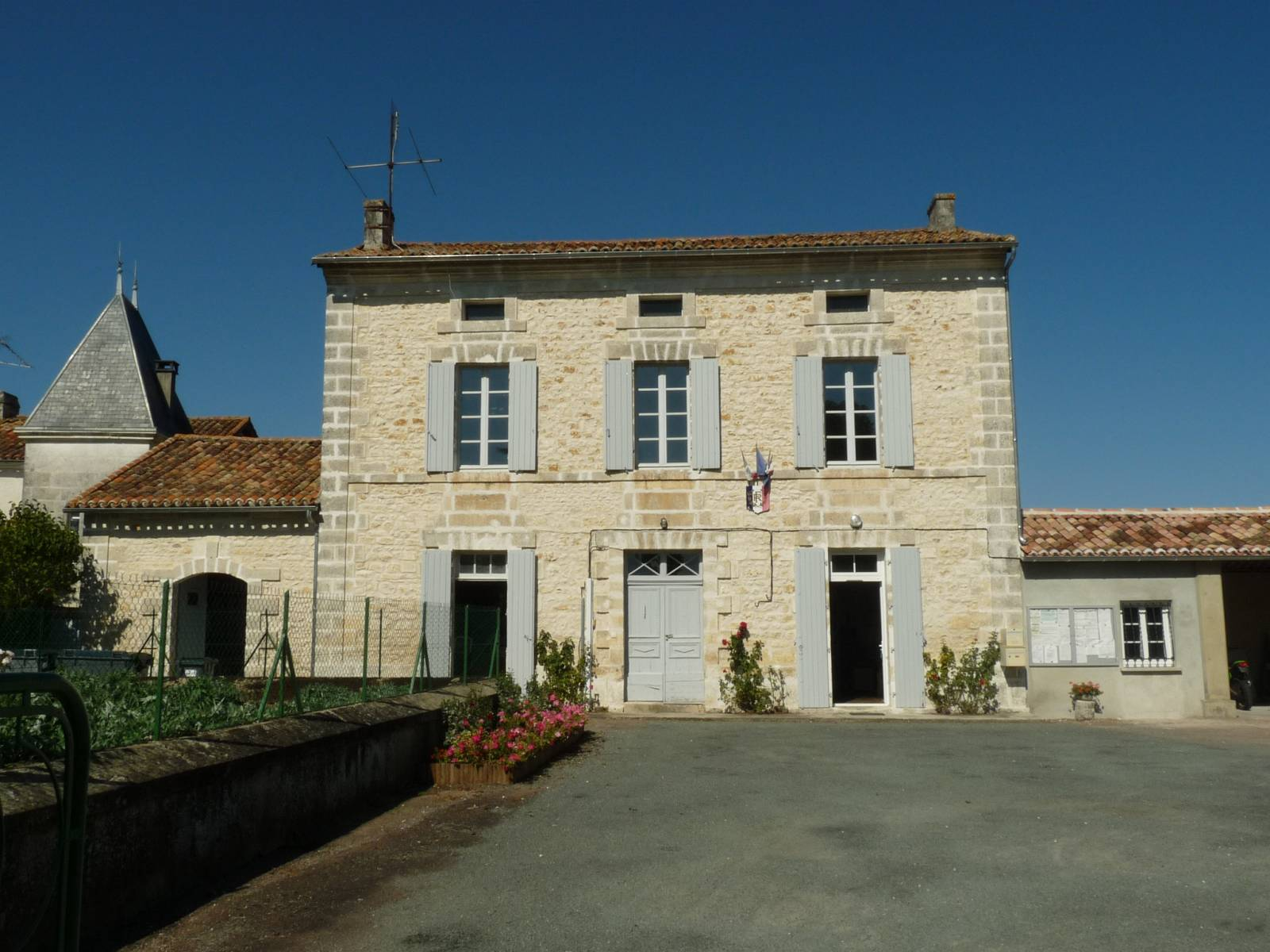
Мэрия
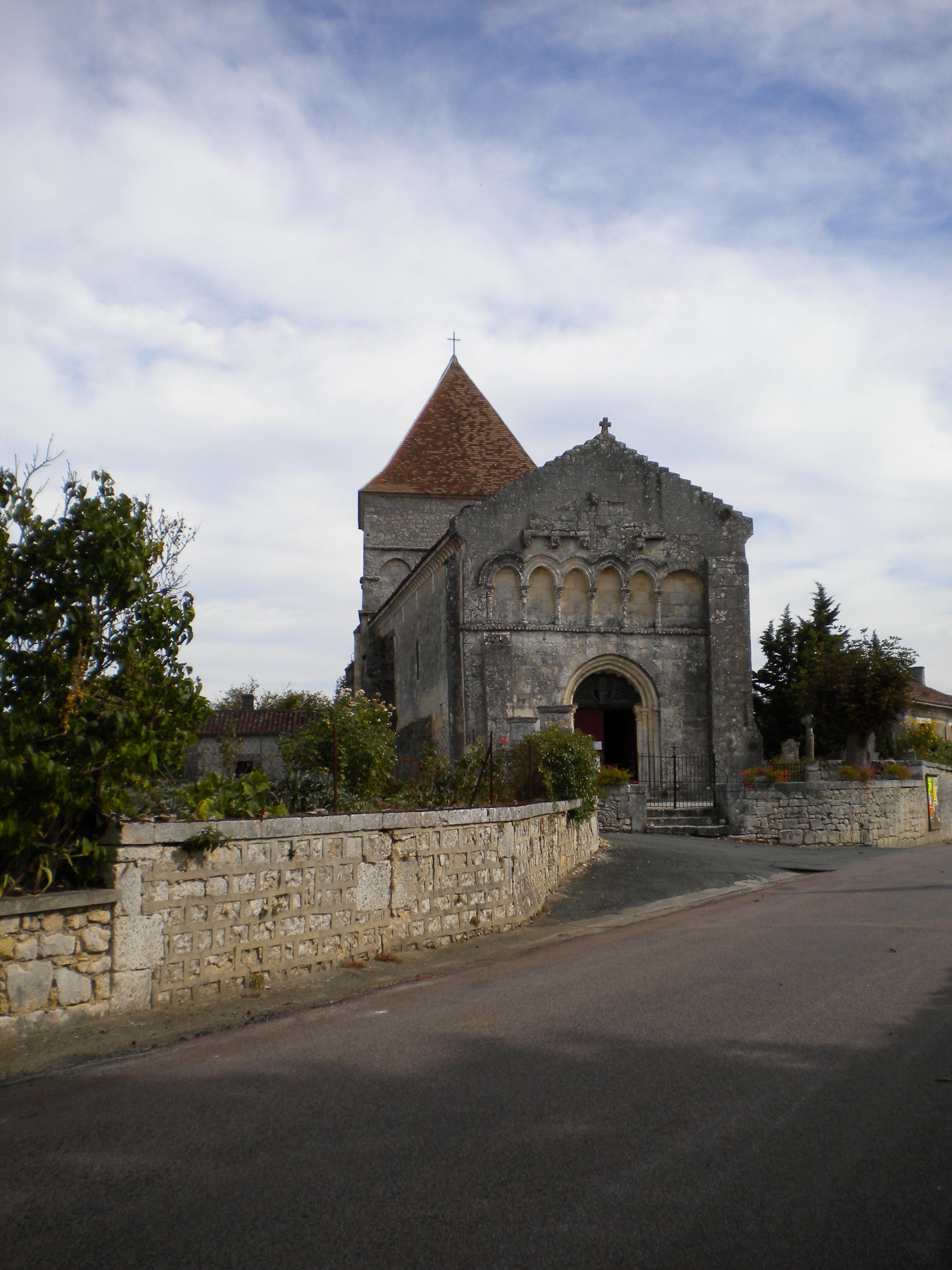
Церковь
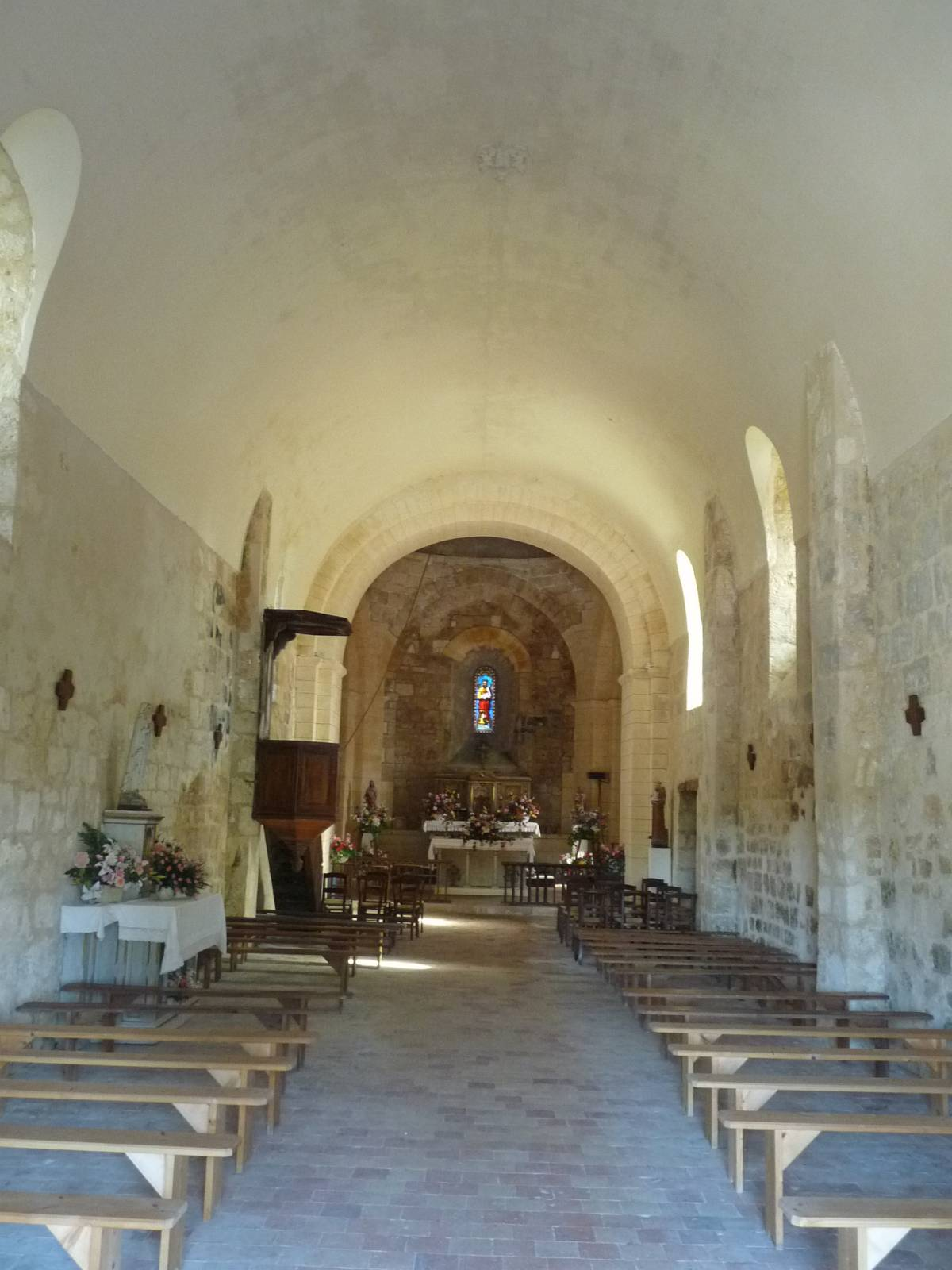
Интерьер церкви